# 伊謝特斯科耶湖

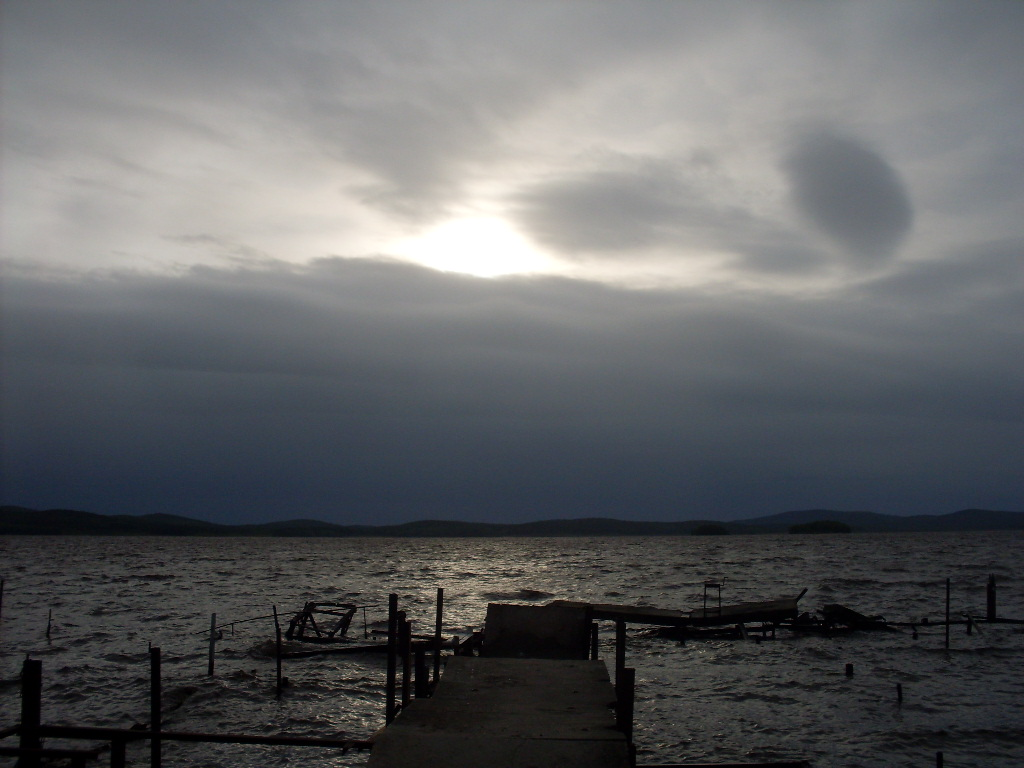

56°59′58″N 60°25′20″E / 56.99944°N 60.42222°E
伊謝特斯科耶湖（俄语：Исетское озеро），是俄羅斯的湖泊，位於該國的中西部斯維爾德洛夫斯克州，長6.7公里、寬3.5公里，面積24平方公里，集水區面積41平方公里，平均水深1.8米，最大水深3.2米。